# Friendship (Wisconsin)
Friendship es una villa ubicada en el condado de Adams en el estado estadounidense de Wisconsin. En el Censo de 2010 tenía una población de 725 habitantes y una densidad poblacional de 303,61 personas por km².

## Geografía
Friendship se encuentra ubicada en las coordenadas 43°58′18″N 89°49′12″O / 43.97167, -89.82000. Según la Oficina del Censo de los Estados Unidos, Friendship tiene una superficie total de 2.39 km², de la cual 2.28 km² corresponden a tierra firme y (4.66%) 0.11 km² es agua.

## Demografía
Según el censo de 2010, había 725 personas residiendo en Friendship. La densidad de población era de 303,61 hab./km². De los 725 habitantes, Friendship estaba compuesto por el 95.03% blancos, el 1.93% eran afroamericanos, el 0.14% eran amerindios, el 0.55% eran asiáticos, el 0% eran isleños del Pacífico, el 1.52% eran de otras razas y el 0.83% pertenecían a dos o más razas. Del total de la población el 4% eran hispanos o latinos de cualquier raza.